# Маду
Маду (фр. Automobiles Madou) је била француска компанија за производњу аутомобила и мотора.

## Историја компаније
Компанија Маду са седиштем у Паризу почела је 1922. године са производњом аутомобила. Име Маду компанија је добила по презимену француске глумице и певачице Кор Маду. Компанија Маду је сарађивала са компанијом Сосијете А. Маргерит из Курбвоа, а производњу је прекинула 1925. или 1926. године.

## Аутомобили
У своје аутомобиле Маду уграђује четвороцилиндричне моторе разних произвођача:
- Шапи-Дорније запремина 900 cm³[2][3][7][6]
- CIME запремина 1494 cm³[2][3][7][6]
- Руби запремина 985 cm³ и 1094 cm³[2][3][7][6]
- S.C.A.P. запремина 1170 cm³[2][3][7][6]

Возила су имала отворену каросерију са местом за две особе.
Такође је Маду набавио пет примерака аутомобила Маргерит тип BO од фирме Маргерит, монтирао свој знак и продавао као аутомобил своје производње. Ови аутомобили су били опремљени мотором произвођача Шапи-Дорније запремине 1095 cm³.

## Спорт
Један аутомобил овог бренда је учествовао 1923. године на трци у Бруксландсу.
Аутомобили произвођача Automobiles Madou продавани су под називом "Маду".